# Bruck (Germania)
Bruck è un comune tedesco di 1 183 abitanti, situato nel land della Baviera.

## Geografia
Bruck si trova nella regione di Monaco. Include un'unità rurale tradizionale, chiamata Gemarkung in tedesco, che prende anch'essa il nome di Bruck. All'interno di Bruck si trovano le comunità di Taglaching, Pienzenau, Alxing, Bauhof, Pullenhofen, Loch, Nebelberg, Schlipfhausen, Eichtling, Doblbach, Wildaching, Feichten, Hamburg, Einharting e Wildenholzen.